# Le Maillon faible (international)
Cet article concerne le jeu télévisé international. Pour l'expression, voir Maillon faible. Pour le jeu vidéo, voir Le Maillon faible (jeu vidéo).

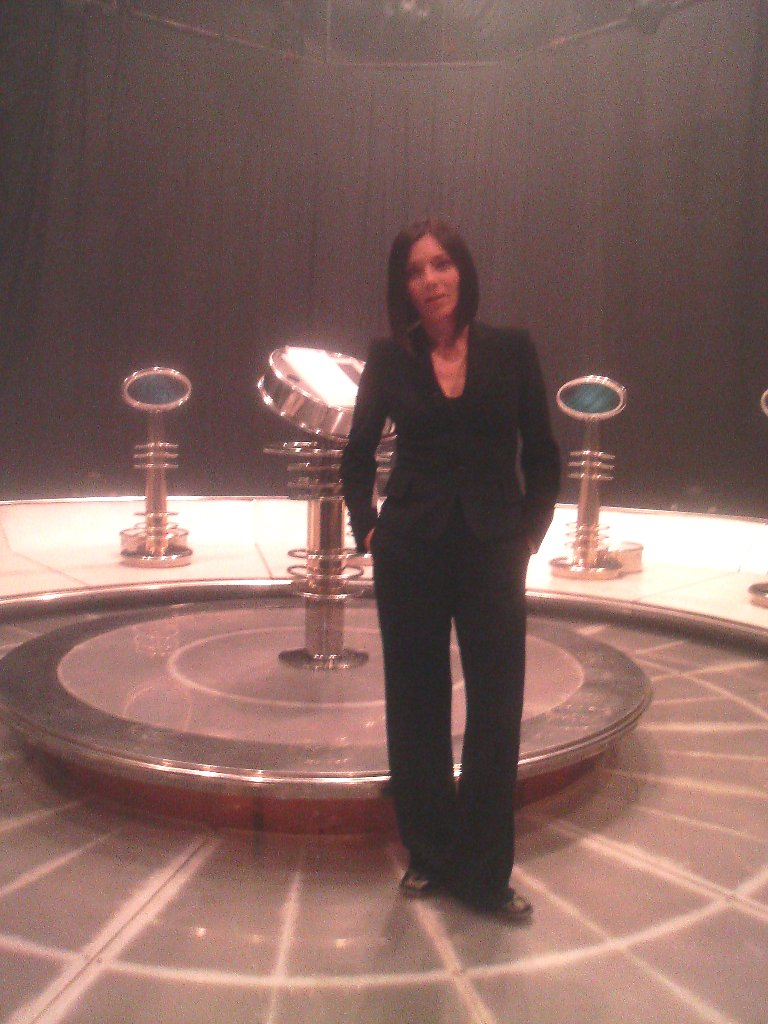
L'animatrice Daniela Trbović sur le plateau de la version croate du jeu

En raison du succès de l'émission originale au Royaume-Uni de Le Maillon Faible, plusieurs versions internationales sont diffusées autour du monde. Environ 75 pays ont leur propres versions, dont la plupart sont aujourd'hui arrêtées. 
Légende :
 Actuellement en diffusion  
 Émission arrêté  
 Pilote seulement
| Pays               | Nom                                                                                 | Animatrice/animateur                                  | Chaîne de diffusion    | Somme maximale | Première diffusion              | Dernière diffusion              |
| ------------------ | ----------------------------------------------------------------------------------- | ----------------------------------------------------- | ---------------------- | --- | ------------------------------- | ------------------------------- |
| Afrique du Sud     | Weakest Link                                                                        | Fiona Coyne (†)                                       | SABC3                  | 50,000 R | 3 septembre 2003                | 2008                            |
| Afrique du Sud     | Weakest Link                                                                        | Fiona Coyne (†)                                       | SABC3                  | 100,000 R | 3 septembre 2003                | 2008                            |
| Allemagne          | Der Schwächste fliegt!                                                              | Sonja Zietlow                                         | RTL Television         | 50 000 DM | 19 mars 2001                    | Mars 2002                       |
| Allemagne          | Der Schwächste fliegt!                                                              | Sonja Zietlow                                         | RTL Television         | 50 000 € | 19 mars 2001                    | Mars 2002                       |
| Australie          | The Weakest Link                                                                    | Cornelia Frances (†)                                  | Seven Network          | 100 000 $ | Février 2001                    | Avril 2002                      |
| Australie          | Weakest Link                                                                        | Magda Szubanski                                       | Nine Network           | 250 000 $ | 25 Mai 2021                     | 2022                            |
| Azerbaijan         | Zəif bənd                                                                           | Kamila Babayeva                                       | Lider TV               | 9 000 ₼ | 2004                            | 2006                            |
| Azerbaijan         | Zəif bənd                                                                           | Solmaz Süleymanlı                                     | Lider TV               | 9 000 ₼ | 2012                            | 2014                            |
| Belgique           | De zwakste schakel                                                                  | Goedele Liekens                                       | VTM                    | 2 000 000 F | 2001                            | 2002                            |
| Brésil             | Ponto Fraco                                                                         | Fausto Silva                                          | TV Globo               | 1 000 000 R$ | 2001 (Pilote rejeté par la BBC) | 2001 (Pilote rejeté par la BBC) |
| Chili              | El rival más débil                                                                  | Catalina Pulido                                       | Canal 13               | 40 000 000 $ | 2004                            | 2004                            |
| Chine              | 汰弱留强•智者为王 Tài ruò liú qiáng•zhìzhě wéi wáng                                 | Chen Luyu                                             | Nanjing TV             | 200 000 ¥ | 2002                            | 2004                            |
| Chine              | 智者为王 Zhìzhě wéi wáng                                                            | Shen Bing                                             | Nanjing TV             | 200 000 ¥ | 2002                            | 2004                            |
| Chine              | 智者为王 Zhìzhě wéi wáng                                                            | Xia Qing                                              | Nanjing TV             | 200 000 ¥ | 2002                            | 2004                            |
| Croatie            | Najslabija karika                                                                   | Nina Violić                                           | HRT 1                  | 90 000 Kn | 2004                            | 2010                            |
| Croatie            | Najslabija karika                                                                   | Daniela Trbović                                       | HRT 1                  | 90 000 Kn | 2004                            | 2010                            |
| Croatie            | Najslabija karika                                                                   | Mirko Fodor                                           | HRT 1                  | 90 000 Kn | 2004                            | 2010                            |
| Chypre             | Ο Πιο Αδύναμος Κρίκος O Pio Adynamos Krikos                                         | Tasos Tryfonos                                        | RIK 1                  | 5 000 € | 18 septembre 2017               | actuel                          |
| République tchèque | Nejslabší! Máte padáka!                                                             | Zuzana Slavíková                                      | TV Nova                | 1 000 000 Kč | 2002                            | 2004                            |
| Danemark           | Det svageste led                                                                    | Trine Gregorius                                       | DR1                    | 200 000 kr. | 2001                            | 2002                            |
| Espagne            | El rival más débil                                                                  | Nuria González                                        | TVE1                   | 7 200 € | 2002                            | 2004                            |
| Espagne            | El rival más débil                                                                  | Karmele Aranburu                                      | TVE2                   | 7 200 € | 2002                            | 2004                            |
| Espagne            | El rival más débil                                                                  | Luján Argüelles                                       | Telecinco              | 50 000 € | 2024                            |                                 |
| Estonie            | Nõrgim lüli                                                                         | Tuuli Roosma                                          | Kanal 2                | 500,000 Kr | 2004                            | 2004                            |
| États-Unis         | Weakest Link                                                                        | Anne Robinson                                         | NBC                    | 1,000,000 $ | 16 avril 2001                   | 14 juillet 2002                 |
| États-Unis         | Weakest Link                                                                        | George Gray                                           | Syndicated             | 75,000 $ | 7 janvier 2002                  | 20 mai 2003                     |
| États-Unis         | Weakest Link                                                                        | George Gray                                           | Syndicated             | 100,000 $ | 7 janvier 2002                  | 20 mai 2003                     |
| États-Unis         | Weakest Link                                                                        | Jane Lynch                                            | NBC                    | 1,000,000 $ | 29 Septembre 2020               |                                 |
| Finlande           | Heikoin lenkki                                                                      | Kirsi Salo                                            | MTV3                   | 16,000 € 18,000 € 20,000 € | 6 septembre 2002                | 18 février 2005                 |
| Finlande           | Heikoin lenkki                                                                      | Riku Nieminen                                         | Nelonen                | 20,000 € | 20 mars 2017                    | 28 Juin 2019                    |
| France             | Le Maillon faible                                                                   | Laurence Boccolini                                    | TF1                    | 150,000 FF 20,000 € 50,000 € | 9 juillet 2001                  | 12 aout 2007                    |
| France             | Le Maillon faible                                                                   | Julien Courbet                                        | D8                     | 45,000 € | 8 septembre 2014                | 22 juillet 2015                 |
| France             | Le Maillon faible                                                                   | Vincent Dedienne                                      | M6                     | | 16 octobre 2024                 |                                 |
| Géorgie            | სუსტი რგოლი Susti rgoli                                                             | Nino Burduli                                          | Rustavi 2              | 10,000 ლ | 2005                            | 2005                            |
| Grèce              | Ο Πιο Αδύναμος Κρίκος O Pio Adynamos Krikos                                         | Elena Akrita                                          | MEGA                   | 5,000,000 ₯ | 2001                            | 2003                            |
| Grèce              | Ο Πιο Αδύναμος Κρίκος O Pio Adynamos Krikos                                         | Elena Akrita                                          | MEGA                   | 15,000 € | 2001                            | 2003                            |
| Hong Kong          | 一筆OUT消 Jat1 bat1 OUT siu1                                                        | Carol Cheng                                           | TVB Jade               | 3,000,000 HK$ | 20 aout 2001                    | 18 janvier 2002                 |
| Hongrie            | A leggyengébb láncszem                                                              | Krisztina Máté                                        | TV2                    | 3,000,000 Ft | 2001                            | 2004                            |
| Hongrie            | Nincs kegyelem                                                                      | Krisztina Máté                                        | TV2                    | 6,000,000 Ft | 2001                            | 2004                            |
| Inde               | Kamzor Kadii Kaun                                                                   | Neena Gupta                                           | Star Plus              | 2,500,000 Rs. | 2002                            | 2003                            |
| Irlande            | Weakest Link                                                                        | Eamon Dunphy                                          | TV3                    | 10,000 € | 2001                            | 2002                            |
| Israël             | החוליה החלשה HaChulia HaChalasha                                                    | Pnina Dvorin                                          | Channel 10             | 100,000 ₪ | 2002                            | 2004                            |
| Israël             | החוליה החלשה HaChulia HaChalasha                                                    | Hana Laszlo                                           | Channel 10             | 90,000 ₪ | 2002                            | 2004                            |
| Italie             | Anello debole                                                                       | Enrico Papi                                           | Italia 1               | 15,000 € | 29 octobre 2001                 | 17 novembre 2001                |
| Japon              | Weakest Link ウィーケストリンク☆一人勝ちの法則 Uikesutorinku hitori-gachi no hosoku | Shiro Ito                                             | Fuji Television        | 16,000,000 JP¥ | 2002                            | 2002                            |
| Macédoine          | Најслаба алка Najslaba alka                                                         | Živkica Gjurčinovska                                  | Alfa TV                | 420,000 MKD ден | 2010                            | 2011                            |
| Malaisie           | Weakest Link                                                                        | Sekilara Kiramila                                     | RTM                    | 80,000 RM | 2003                            | 2009                            |
| Mexique            | El rival más debil                                                                  | Montserrat Ontiveros                                  | Azteca Trece           | 200,000 $ | 2003                            | 2008                            |
| Mexique            | El rival más debil                                                                  | Lolita Cortés                                         | Azteca Trece           | 200,000 $ | 27 juillet 2013                 | 7 septembre 2013                |
| Mexique            | El rival más debil                                                                  | Lolita Cortés                                         | Azteca Trece           | 200,000 $ | 26 mai 2014                     | 2014                            |
| Moldavie           | Veriga slaba                                                                        | Andrei Gheorghe                                       | Kanal 1                | 1,000,000 MDL | 2002                            | 2009                            |
| Monde Arabe        | الحلقة الأضعف Elhalka Eladaaf                                                       | Rita Khoury                                           | Future Television      | 16,000$ | 2001                            | 2003                            |
| Nouvelle-Zélande   | The Weakest Link                                                                    | Louise Wallace                                        | TVNZ 1                 | 20,000 $ | Juillet 2001                    | Mars 2002                       |
| Norvège            | Det svakeste ledd                                                                   | Anne Grosvold                                         | NRK                    | 200,000 KR | 2004                            | 2004                            |
| Pays-Bas           | De zwakste schakel                                                                  | Chazia Mourali                                        | RTL 4                  | 10,000 € | 2001                            | 2004                            |
| Pays-Bas           | De zwakste schakel                                                                  | Bridget Maasland                                      | RTL 4                  | 10,000 € | 2019                            | 2020                            |
| Philippines        | Weakest Link                                                                        | Edu Manzano                                           | IBC                    | 1,000,000 PHP | 2001                            | 2002                            |
| Philippines        | Weakest Link                                                                        | Allan K.                                              | IBC                    | 1,000,000 PHP | 2001                            | 2002                            |
| Pologne            | Najsłabsze ogniwo                                                                   | Kazimiera Szczuka                                     | TVN                    | 27,000 zł | 1er mars 2004                   | 26 janvier 2006                 |
| Portugal           | O elo mais fraco                                                                    | Julia Pinheiro                                        | RTP1                   | 10,000 € | 2002                            | 2003                            |
| Portugal           | O elo mais fraco                                                                    | Luisa Castel-Branco                                   | RTP1                   | 10,000 € | 2002                            | 2003                            |
| Portugal           | O elo mais fraco                                                                    | Pedro Granger                                         | RTP1                   | 10,000 € | 2011                            | 2012                            |
| Roumanie           | Lanţul slăbiciunilor                                                                | Andrei Gheorghe                                       | Pro TV                 | 50,000 lei | 2001                            | 2001                            |
| Royaume-Uni        | The Weakest Link                                                                    | Anne Robinson                                         | BBC                    | 10,000 £ (quotidienne) 20,000 £ (Primetime) 50,000 £ (Primetime) | 14 aout 2000                    | 31 mars 2012                    |
| Royaume-Uni        | The Weakest Link                                                                    | Anne Robinson                                         | BBC                    | 15,000 £ | 17 novembre 2017                | 17 novembre 2017                |
| Royaume-Uni        | The Weakest Link                                                                    | Romesh Raganathan                                     | BBC                    | 50,000 £ | Décembre 2021                   |                                 |
| Russie             | Slaboye Zveno\|Слабое звено Slaboe zveno                                            | Mariya Kiselyova Leonid Yakubovich (25 décembre 2002) | ORT/Channel One Russia | 300,000 ₽ (du 25 septembre au 30 octobre 2001) 400,000 ₽ (du1er novembre 2001 à Octobre 2004) 350,000 ₽ (d’octobre 2004 au 2 juillet 2005) 1,000,000 ₽ (Spécial célébrité, 2001–2004) | 25 septembre 2001               | 2 juillet 2005                  |
| Russie             | Slaboye Zveno\|Слабое звено Slaboe zveno                                            | Nikolai Fomenko                                       | Channel 5              | 350,000 ₽ | 2 décembre 2007                 | 28 décembre 2008                |
| Russie             | Slaboye Zveno\|Слабое звено Slaboe zveno                                            | Mariya Kiselyova                                      | MIR                    | 320,000 ₽ | 14 février 2020                 |                                 |
| Serbie             | Najslabija karika                                                                   | Sandra Lalatović                                      | BKTV                   | 5,000,000 RSD | 2002                            | 2006                            |
| Singapour          | 智者生存 Zhizhe shengcun                                                            | Yvette Cui (Cui Lixin)                                | Mediacorp Channel 8    | 100,000 $ | 2002                            | 2003                            |
| Singapour          | Weakest Link                                                                        | Asha Gill                                             | Mediacorp Channel 5    | 1,000,000 $ | 2002                            | 2003                            |
| Slovénie           | Najšibkejši člen                                                                    | Violeta Tomić                                         | SLO 1                  | 2,400,000 SIT | 2003                            | 2005                            |
| Suède              | Svagaste länken                                                                     | Kajsa Ingemarsson                                     | Sjuan                  | 100,000 kr | 2011                            | 2013                            |
| Taïwan             | Weakest Link 智者生存 Weakest Link zhizhe shengcun                                  | Belle Yu                                              | STAR Chinese Channel   | 400,000 $ | 2001                            | 2003                            |
| Taïwan             | Weakest Link 智者生存 Weakest Link zhizhe shengcun                                  | Tseng Yang Qing                                       | STAR Chinese Channel   | 400,000 $ | 2001                            | 2003                            |
| Thaïlande          | Weakest Link กำจัดจุดอ่อน Weakest Link Kamchat Chut On                                 | Krittika Kongsompong                                  | ThaiTV 3               | 1,000,000 ฿ | 2002                            | 2003                            |
| Turquie            | En zayıf halka                                                                      | Hülya Uğur Tanrıöver                                  | Show TV                | 100 billion TL | 2001                            | 2002                            |
| Turquie            | En zayıf halka                                                                      | Baybars Altuntaş                                      | TV8                    | 54,000 ₺ | 21 septembre 2015               | 15 novembre 2015                |